# Oxycera fenestrata
Oxycera fenestrata är en tvåvingeart som först beskrevs av Kertesz 1914.  Oxycera fenestrata ingår i släktet Oxycera och familjen vapenflugor.
Artens utbredningsområde är Taiwan. Inga underarter finns listade i Catalogue of Life.